# Going to California
〈Going to California〉는 영국의 록 밴드 레드 제플린이 작곡하고 연주한 발라드고, 1971년 네 번째 음반 《Led Zeppelin IV》에서 발매되었다.
2012년 《롤링 스톤》은 〈Going to California〉를 역대 최고의 레드 제플린 40곡 중 11위에 이름을 올렸다.

## 다른 버전
이 곡의 다른 버전은 리마스터드 2CD 디럭스 에디션인 《Led Zeppelin IV》의 두 번째 디스크에 수록되어 있다. 〈Going to California (Mandolin/Guitar Mix)〉로 알려진 이 버전은 1971년 1월 29일 헤드리 그랜지의 롤링 스톤스 이동식 스튜디오에서 엔지니어 앤디 존스와 함께 녹음된 기악곡이다. 이 믹스는 3:34로 진행되는 반면, 원래 버전은 3:32로 실행된다.